# Silafluofen
Silafluofen ist eine chemische Verbindung aus der Gruppe der Pyrethroid-Ether, welche 1984 in Japan von Yoshio Katsuda bei Dainippon gefunden wurde. In Deutschland erhielten Hoechst, in Nordamerika FMC Patente. 1991 wurde Silafluofen erstmals in Japan zugelassen. Es ist deutlich weniger fischtoxisch als die anderen Pyrethroide.

## Gewinnung und Darstellung
Silafluofen kann durch eine mehrstufige Reaktion dargestellt werden. Zuerst werden 3-Chlor-4-fluornitroanilin und Natriumnitrit umgesetzt, deren Produkt dann mit Bromwasserstoff und Kupfer(II)-bromid bromiert wird. Das Produkt reagiert nun mit dem Grignard-Reagenz hergestellt aus 3-Brompropen. Danach wird 4-Ethoxyphenyldimethylsilan unter Anwesenheit von Hexachloridoplatinsäure addiert. Das Zwischenprodukt reagiert nun mit Natriumphenolat zum Endprodukt.

## Verwendung
In Japan wird Silafluofen seit 1995 als Pflanzenschutzmittel in verschiedenen Kulturen eingesetzt. Für Fische ist es weniger giftig als andere Pyrethroide, was insbesondere beim Nassreisanbau von Bedeutung ist.
Silafluofen wird als Insektizid und Termitizid vor allem im Holzschutz verwendet. Es eignet sich dafür wegen seiner Stabilität gegenüber Abbau im Boden, durch Sonnenlicht oder durch Basen.

## Zulassung
Der Wirkstoff Silafluofen war in der EU nie für Pflanzenschutzmittel zugelassen. In Deutschland, Österreich und der Schweiz sind keine Pflanzenschutzmittel mit diesem Wirkstoff zugelassen.